# Шапошник Олександр Леонідович
Олекса́ндр Леоні́дович Ша́пошник (17 вересня 1970 — 29 травня 2016) — солдат Збройних сил України, учасник російсько-української війни.

## Життєпис
Народився 1970 року у місті Дніпропетровськ. Походить з родини військовослужбовців, здобув незакінчену освіту військового льотчика.
Добровольцем пішов до війська у серпні 2015 року; солдат, розвідник 56-ї окремої мотопіхотної бригади.
29 травня 2016 року у секторі «Маріуполь», в районі Павлопіль — Гнутове діяла розвідгрупа ЗСУ. Коли група для виконання завдання виходила на позицію, потрапила під мінометний обстріл терористів. Три бійці загинули — Сергій Хорошун, старший солдат Денис Богданов та солдат Олександр Шапошник, ще один вояк зазнав важкого поранення.
Похований 2 червня 2016 року у місті Дніпро на кладовищі Самарівки.
Без Олександра лишились батьки.

## Нагороди та вшанування
- указом Президента України № 310/2016 від 23 липня 2016 року «за особисту мужність і високий професіоналізм, виявлені у захисті державного суверенітету та територіальної цілісності України, вірність військовій присязі» — нагороджений орденом «За мужність» III ступеня (посмертно)[1]
- 27 листопада 2017 року нагороджений орденом «За заслуги перед Запорізьким краєм» ІІІ ступеня (посмертно).